# 곽대훈
곽대훈(郭大勳, 1955년 6월 5일 ~ )은 대한민국의 공무원 출신 정치인·사회단체장이다. 제11·12·13대 대구광역시 달서구청장, 제20대 국회의원을 역임했다.

## 학력
- 대구국민학교(57회) 졸업
- 대구중학교(25회) 졸업
- 경북고등학교(54회) 졸업
- 1978년: 고려대학교 행정학과 학사
- 1983년: 서울대학교 행정대학원 행정학 석사 과정 수료

## 경력
- 1978년 12월: 제22회 행정고등고시 합격
- 1983년 5월: 제주세관 세무과장
- 1985년 4월: 서울올림픽 조직위원회 경기국 운영과장
- 1988년: 대구시청 내무국 총무과 근무
- 1989년: 대구시청 지역행정국 양정계장
- 1991년: 대구시청 환경녹지국 환경보호과장
- 1992년: 대구시청 내무국 국민운동지원과장 / 대구시청 지역경제국 지역경제과장
- 1993년 8월: 대구시청 내무국 시정과장
- 1995년 1월: 대구광역시 동구 사회산업국장(서기관)
- 1995년 8월: 대구광역시의회사무처 의정담당관(서기관)
- 1999년 1월: 대구광역시 행정관리 국장(부이사관), 내무국장 직무대리
- 2000년 12월 ~ 2003년: 대구광역시 서구 부구청장
- 2003년 5월 ~ 2006년 3월 3일: 대구광역시 달서구 부구청장(이사관)
- 2005년 9월 10일 ~ 2006년 3월 3일: 대구 달서구청장 직무대리 부구청장
- 2006년 1월: 대구시 태권도협회 달서구지부 고문
- 2006년 6월: 대한합기도 대구광역시 협회 고문
- 한국지방자치학회 이사, 부회장
- 2006년 6월: 국제당수도연맹 상임고문
- 2006년 7월 ~ 2015년 12월: 제11~13대 대구 달서구청장(3선, 새누리당)
- 2021년 9월 ~ 2021년 11월: 국민의힘 윤석열 제20대 대통령 선거 예비후보 미래지방자치발전공동위원회 위원장
- 2021년 12월 ~ 2022년 1월: 국민의힘 살리는 선거대책위원회 총괄특보단 지방자치특보
- 2022년 1월 ~ 2022년 3월: 국민의힘 제20대 대통령 선거 윤석열 대통령 후보 직속 총괄특보단 지방자치특보
- 2022년 9월~2024년 2월: 제26대 새마을운동중앙회장
- 사단법인 대한노인회 고문
- 2025년 2월 ~ : 제16대 사단법인 2·28민주운동기념사업회장

## 의정 활동

### 20대
- 2016년 5월 ~ 2017년 2월: 제20대 국회의원 (대구 달서구갑/새누리당)
- 2016년 6월 ~ 2017년 7월: 제20대 국회 전반기 산업통상자원위원회 위원
- 2017년 2월 ~ 2020년 2월 : 제20대 국회의원 (대구 달서구갑/자유한국당)
- 2017년 6월 ~ 2018년 5월: 제20대 국회 전반기 예산결산특별위원회 위원
- 2017년 7월 : 자유한국당 지방자치위원장
- 2017년 7월 ~ 2018년 5월: 제20대 국회 전반기 산업통상자원중소벤처기업위원회 위원
- 2017년 12월 ~ 2018년 12월: 자유한국당 정책위원회 부의장
- 2018년 2월 ~ 2018년 5월: 자유한국당 지방선거총괄기획단 지방선거기획본부 공약소위 위원
- 2018년 2월 ~ 2018년 6월: 자유한국당 조직부총장
- 2018년 5월 23일 ~ 2018년 6월 13일: 6.13지방선거 자유한국당 대구시당 공동선거대책위원회 조직본부 본부장
- 2018년 7월 ~ 2020년 5월 : 제20대 국회 후반기 산업통상자원중소벤처기업위원회 위원
- 2018년 9월 ~ 2019년 8월 : 자유한국당 대구시당 위원장
- 2018년 10월 ~ 2019년 6월: 제20대 국회 후반기 에너지특별위원회 간사
- 2018년 12월 ~ 2020년 2월 : 자유한국당 대구시당 달서구(갑) 당협위원장
- 2019년 6월 ~ 2019년 9월 : 자유한국당 2020 경제대전환 위원회 경쟁력 강화 분과위원
- 2019년 7월 : 자유한국당 에너지정책 파탄 및 비리 진상규명 특별위원회 위원
- 2020년 2월  ~ 2020년 5월 : 제20대 국회의원 (대구 달서구갑/무소속)

## 역대 선거 결과
|  | 80.13% |

|  | 65.28% |

|  | 72.86% |

|  | 69.88% |

|  | 12.48% |

## 같이 보기
- 달서구 갑
- 대구 달서구의 국회의원
- 달서구청장